# Callum Hudson-Odoi
Callum James Hudson-Odoi (Wandsworth, 7 novembre 2000) è un calciatore inglese, centrocampista o attaccante del Nottingham Forest.

## Biografia
È figlio dell'ex calciatore ghanese Bismark Odoi, oltre che fratello di Bradley Hudson-Odoi, anch'egli ex calciatore.

## Caratteristiche tecniche
Attaccante esterno o ala che può essere impiegato anche da trequartista o falso 9, abbina atletismo ad un'ottima tecnica di base. Il suo piede forte è il destro, ma sa usare pure il sinistro in fase di tiro, calcia con precisione, infatti riesce a segnare anche dalla lunga distanza. Abile inoltre nel tagliare in area di rigore e nel muoversi bene negli spazi. Possiede una buona potenza di tiro, se la cava nell'uno-contro-uno e nel muoversi fra le linee.
Nel 2017 viene inserito da The Guardian tra i migliori 60 talenti della sua generazione.

## Carriera

### Club

#### Chelsea e Bayer Leverkusen

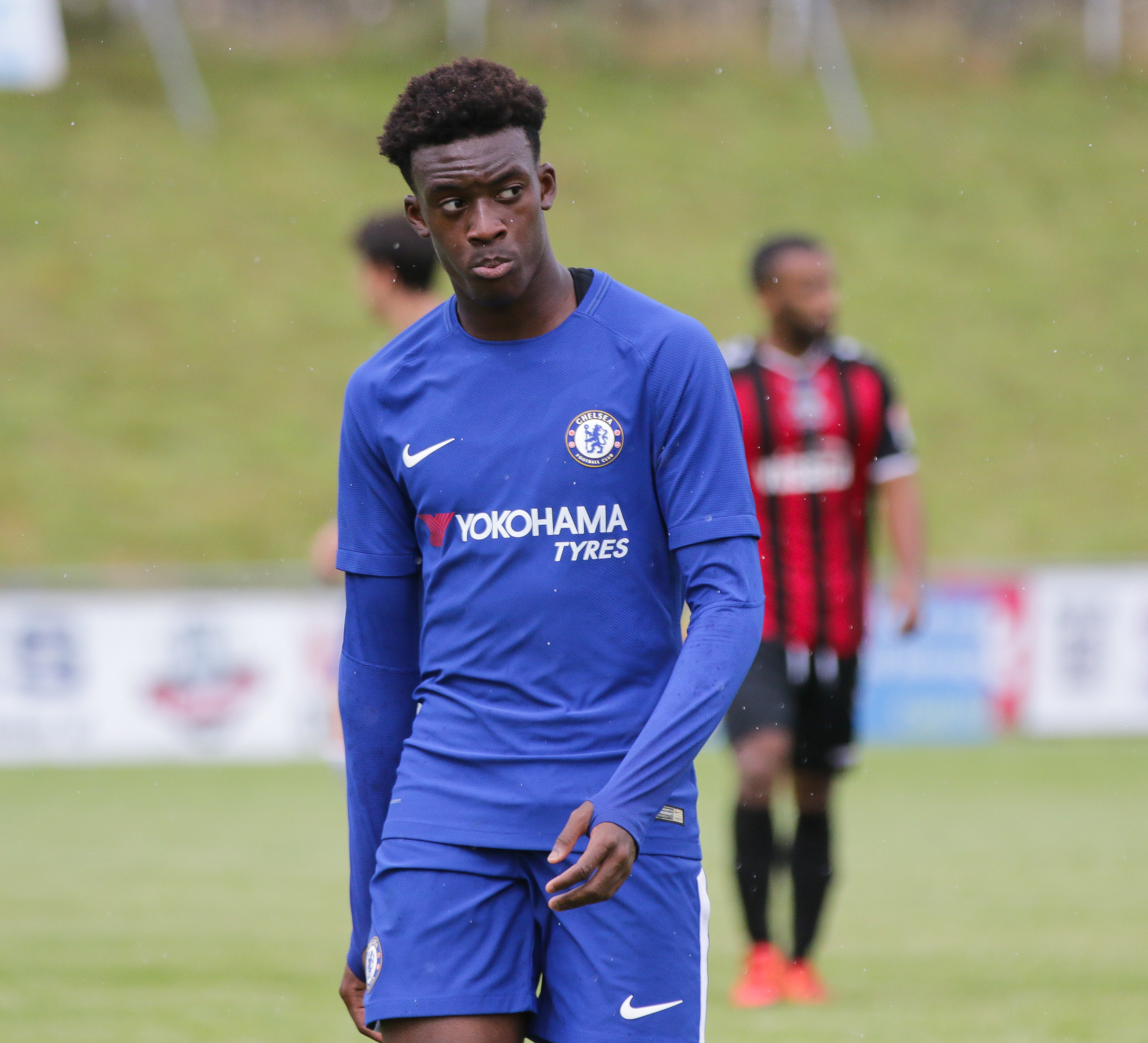
Hudson-Odoi con le giovanili del Chelsea nel 2017

Entra a far parte del settore giovanile del Chelsea a 8 anni, nel 2007. Nel 2017 inizia ad essere impiegato con continuità dalla squadra Under-21, con cui disputa 6 incontri di EFL Trophy segnando 4 gol. Il 28 gennaio 2018 esordisce in prima squadra subentrando all'81' a Pedro nell'incontro di FA Cup vinto 3-0 contro il Newcastle Utd. Tre giorni dopo debutta anche in Premier League nel corso del match perso 3-0 contro il Bournemouth, diventando (a 17 anni e 84 giorni) il secondo esordiente più giovane in Premier nella storia dei blues dopo Jody Morris (che al tempo, 1996, aveva 17 anni e 43 giorni). Conclude la sua prima stagione da professionista collezionando 4 presenze fra Premier League e FA Cup.
Dopo un ottimo pre-season con il Chelsea, il neo allenatore Maurizio Sarri lo aggrega definitivamente alla prima squadra. Il 5 agosto disputa da titolare la FA Community Shield persa per 2-0 contro i campioni d'Inghilterra del Manchester City, venendo sostituito al 59' da Willian. Il 25 ottobre successivo debutta invece nelle competizioni europee, entrando nel secondo tempo dell'incontro della fase a gironi di UEFA Europa League vinto 3-1 contro il BATĖ Borisov. Un mese più tardi, il 29 novembre, nella prima gara da titolare in Europa League, segna la sua prima rete tra i professionisti in Chelsea-PAOK 4-0. In stagione riuscirà a ritagliarsi spazio nelle rotazioni dell'allenatore dei Blues Maurizio Sarri, che il 3 aprile 2019 lo fa partire per la prima volta da titolare in Premier nel successo contro il Brighton. Tuttavia, il 22 aprile 2019, chiude anzitempo la stagione per via di una lacerazione al tendine d'achille rimediata nel 2-2 contro il Burnley.
Il 19 settembre 2019 firma un contratto sino al 2024 con il club londinese. Torna in campo 9 giorni dopo in occasione del successo per 2-0 contro il Brighton, rimpiazzando al 76' Pedro. Impiegato con costanza da Frank Lampard, debutta in Champions League nella vittoria esterna contro il Lille (1-2), in cui fornisce l'assist del goal vittoria di Willian. Successivamente realizza (alla presenza nº 26) la sua prima rete in Premier League nel 3-0 contro il Burnley l'11 gennaio 2020.
Il 12 marzo 2020, viene comunicato il risultato positivo del suo tampone per il SARS-CoV-2, divenendo il primo calciatore della Premier League a essere dichiarato infetto.
Il 30 agosto 2022 viene ceduto in prestito al Bayer Leverkusen.Segna un solo gol, nella Champions League pareggiando per 2-2 contro l'Atletico Madrid.

#### Nottingham Forest
Il 1º settembre 2023 viene ceduto a titolo definitivo al Nottingham Forest, con cui firma un accordo fino al 30 giugno 2026. Realizza la sua miglior stagione in zona goal dove segna 8 reti in 29 presenze di Premier League, contribuendo alla salvezza della squadra inglese in Premier League.
Il 14 settembre 2024 segna il goal decisivo nella trasferta contro il Liverpool, vinta per 0-1. Torna al goal successivamente nella vittoria contro il West Ham per 3-0, per la vittoria contro il Southampton sul risultato di 3-2 e nella sconfitta contro il Newcastle per 4-3. L'8 marzo 2025 decide con un goal sul finale, la super sfida contro il Manchester City, vinta per 1-0.

### Nazionale
Ha conquistato con la nazionale under-17 inglese il secondo posto nell'Europeo di categoria del 2017, segna un gol sconfiggendo i Paesi Bassi per 3-0, in semifinale realizza una rete nel successo per 2-1 contro la Turchia, mentre nella finale contro la Spagna con il suo gol porta la squadra al temporaneo vantaggio, il match si conclude per 2-2 e l'Inghilterra perde ai rigori per 4-1. Nel corso dello stesso anno partecipa al Mondiale dove segna una rete nella vittoria per 4-0 contro il Cile, l'Inghilterra vince in seguito la finale per 5-2 in finale contro la Spagna.
Nel marzo 2019 viene convocato nella nazionale Under-21 inglese. Dopo pochi giorni tuttavia viene convocato (a sorpresa) a soli 18 anni dalla Nazionale maggiore inglese. Il suo debutto arriva alla prima occasione utile nel 5-0 contro la Repubblica Ceca il 22 marzo 2019 rimpiazzando al 70º Raheem Sterling, autore di una tripletta.

## Statistiche

### Presenze e reti nei club
Statistiche aggiornate al 30 maggio 2025.
| Stagione                 | Squadra                  | Campionato               | Campionato | Campionato | Coppe nazionali | Coppe nazionali | Coppe nazionali | Coppe continentali | Coppe continentali | Coppe continentali | Altre coppe | Altre coppe | Altre coppe | Totale | Totale | Totale |
| Stagione                 | Squadra                  | Comp                     | Pres       | Reti       | Comp            | Pres            | Reti            | Comp               | Pres               | Reti               | Comp        | Pres        | Reti        | Pres   | Reti   |        |
| ------------------------ | ------------------------ | ------------------------ | ---------- | ---------- | --------------- | --------------- | --------------- | ------------------ | ------------------ | ------------------ | ----------- | ----------- | ----------- | ------ | ------ | ------ |
| 2017-2018                | Chelsea                  | PL                       | 2          | 0          | FACup+CdL       | 2+0             | 0               | UCL                | 0                  | 0                  | -           | -           | -           | 4      | 0      |        |
| 2018-2019                | Chelsea                  | PL                       | 10         | 0          | FACup+CdL       | 2+2             | 1+0             | UEL                | 9                  | 4                  | CS          | 1           | 0           | 24     | 5      |        |
| 2019-2020                | Chelsea                  | PL                       | 22         | 1          | FACup+CdL       | 4+2             | 1+1             | UCL                | 5                  | 0                  | SU          | 0           | 0           | 33     | 3      |        |
| 2020-2021                | Chelsea                  | PL                       | 23         | 2          | FACup+CdL       | 5+2             | 1+0             | UCL                | 7                  | 2                  | -           | -           | -           | 37     | 5      |        |
| 2021-2022                | Chelsea                  | PL                       | 15         | 1          | FACup+CdL       | 3+3             | 1+0             | UCL                | 5                  | 1                  | SU+Cmc      | 1+1         | 0           | 24     | 3      |        |
| Totale Chelsea           | Totale Chelsea           | Totale Chelsea           | 72         | 4          |                 | 25              | 5               |                    | 26                 | 7                  |             | 3           | 0           | 126    | 16     |        |
| 2022-2023                | Bayer Leverkusen         | BL                       | 14         | 0          | CG              | 0               | 0               | UCL+UEL            | 6+1                | 1                  | -           | -           | -           | 21     | 1      |        |
| set. 2023-2024           | Nottingham Forest        | PL                       | 29         | 8          | FACup+CdL       | 5+0             | 0               | -                  | -                  | -                  | EFL Trophy  | 1           | 0           | 35     | 8      |        |
| 2024-2025                | Nottingham Forest        | PL                       | 31         | 5          | FACup+CdL       | 4+1             | 0+0             | -                  | -                  | -                  | -           | -           | -           | 37     | 5      |        |
| Totale Nottingham Forest | Totale Nottingham Forest | Totale Nottingham Forest | 60         | 13         |                 | 10              | 0               |                    | -                  | -                  |             | 1           | 0           | 71     | 13     |        |
| Totale carriera          | Totale carriera          | Totale carriera          | 146        | 17         |                 | 35              | 5               |                    | 33                 | 8                  |             | 4           | 0           | 215    | 30     |        |

### Cronologia presenze e reti in nazionale
| Cronologia completa delle presenze e delle reti in nazionale ― Inghilterra | Cronologia completa delle presenze e delle reti in nazionale ― Inghilterra | Cronologia completa delle presenze e delle reti in nazionale ― Inghilterra | Cronologia completa delle presenze e delle reti in nazionale ― Inghilterra | Cronologia completa delle presenze e delle reti in nazionale ― Inghilterra | Cronologia completa delle presenze e delle reti in nazionale ― Inghilterra | Cronologia completa delle presenze e delle reti in nazionale ― Inghilterra | Cronologia completa delle presenze e delle reti in nazionale ― Inghilterra |
| Data                                                                       | Città                                                                      | In casa                                                                    | Risultato                                                                  | Ospiti                                                                     | Competizione                                                               | Reti                                                                       | Note                                                                       |
| -------------------------------------------------------------------------- | -------------------------------------------------------------------------- | -------------------------------------------------------------------------- | -------------------------------------------------------------------------- | -------------------------------------------------------------------------- | -------------------------------------------------------------------------- | -------------------------------------------------------------------------- | -------------------------------------------------------------------------- |
| 22-3-2019                                                                  | Londra                                                                     | Inghilterra                                                                | 5 – 0                                                                      | Rep. Ceca                                                                  | Qual. Euro 2020                                                            | -                                                                          | 70’                                                                        |
| 25-3-2019                                                                  | Podgorica                                                                  | Montenegro                                                                 | 1 – 5                                                                      | Inghilterra                                                                | Qual. Euro 2020                                                            | -                                                                          |                                                                            |
| 17-11-2019                                                                 | Pristina                                                                   | Kosovo                                                                     | 0 – 4                                                                      | Inghilterra                                                                | Qual. Euro 2020                                                            | -                                                                          | 59’                                                                        |
| Totale                                                                     |                                                                            | Presenze                                                                   | 3                                                                          |                                                                            | Reti                                                                       | 0                                                                          |                                                                            |

## Palmarès

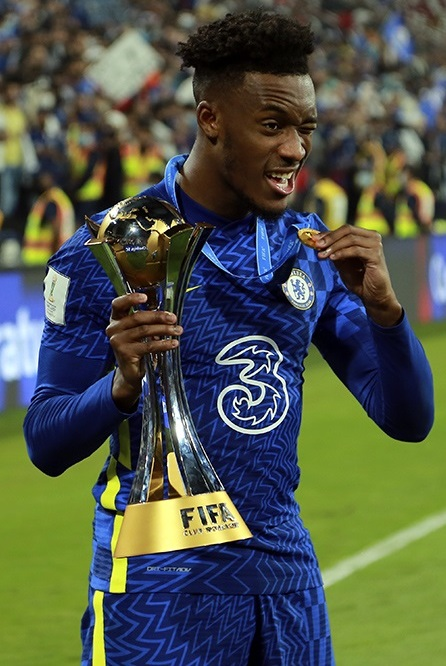
Hudson-Odoi con il trofeo della Coppa del Mondo per club

### Club

#### Competizioni nazionali
- Coppa d'Inghilterra: 1

Chelsea: 2017-2018

#### Competizioni internazionali
- UEFA Europa League: 1

Chelsea: 2018-2019
- UEFA Champions League: 1

Chelsea: 2020-2021
- Supercoppa UEFA: 1

Chelsea: 2021
- Coppa del mondo per club: 1

Chelsea: 2021

### Nazionale
- Campionato mondiale Under-17: 1

India 2017